# Maliana
Maliana ist die Hauptstadt der osttimoresischen Gemeinde Bobonaro und des Verwaltungsamts Maliana. Am 30. Januar 2010 wurde Maliana zum Sitz der dritten Diözese Osttimors erklärt, dem Bistum Maliana.

## Geographie

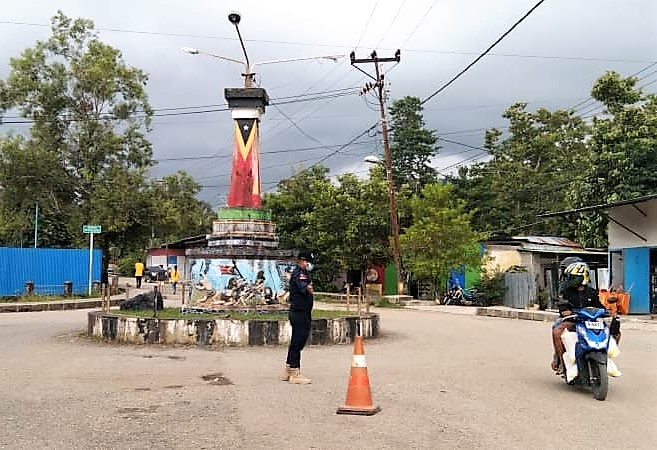
Kreisverkehr in Maliana

Die Stadt liegt im Zentrum des Verwaltungsamts, etwa 30 km von der Küste entfernt im Nordwesten des Landes. Zur Landeshauptstadt Dili sind es in Luftlinie etwa 60 km nach Osten, auf der Straße sind es 149 km, da die besser ausgebaute Straße erst entlang der Küste zur Grenzstadt Batugade führt und dann über Balibo nach Maliana führt. Kürzer ist die Verbindung nach Dili über die Straße nach Ermera und Gleno, jedoch ist diese Straße nicht so gut ausgebaut. Zur Grenze nach Indonesien sind es nur wenige Kilometer.
Zwei Straßen bilden führen durch das Zentrum der Stadt. Sie treffen sich an einem Kreisverkehr. Die Straße nach Westen führt nach Balibo. Der Stadtteil südlich der Straße gehört zum Suco Holsa. Hier befinden sich die Polizeistation, die Escola CAFE Maliana/Holsa, die Sekundarschule Dom Martinho da Costa Lopes, eine Filiale der Banco Nacional Ultramarino (BNU), der Sitz des Verwaltungsamtes Maliana, das Radio Communidade Maliana RCM (Radio Maliana) und die Prä-Sekundarschule II Maliana. Der Norden der Straße gehört zunächst zum Suco Odomau. Hier liegen die protestantische Kirche, die Baustelle der Herz-Jesu-Kathedrale, das Krankenhaus, die Feuerwehrstation und der Zolldienst für die Gemeinde Bobonaro.
An der Straße in Richtung Norden liegen das Muzeu Memorial Munisipal Bobonaro, der Markt und weitere Geschäfte. Diese und der Osten der Stadt gehören zum Suco Lahomea. Ebenso die Heilig-Kreuz-Kirche, die provisorische Kathedrale. Der Suco Raifun schließt sich westlich und nördlich von Lahomea an. Hier liegen das Ginasio Municipal Maliana, das Edifício Solidariedade Sosial Maliana und die Asosiasaun Turizmu Munisipiu Bobonaro. Das Stadtgebiet weiter westlich und nördlich der Straße gehört wieder zu Lahomea. Hier befinden sich die Verwaltung der Gemeinde Bobonaro und die Escola Técnica Informática de Maliana.
Der Flugplatz Maliana und das katholische Hochseminar Maliana Colegio Infante de Sagres liegen weiter nördlich im Suco Ritabou. Ein Vorort liegt auf der anderen Seite des Sosso im Suco Tapo/Memo. Hier befinden sich das Malibaca Yamato Stadium Maliana, das Escola Tecnica (ESTV Malibaca Yamato), der lokale Sitz des Nationaldirektorats für Verkehr und Land (DNTT), des Nationalen Gesundheitsdienstes und des Staatssekretariat für Beschäftigungspolitik und Berufsbildung (SEPFOPE). Auf dem Gelände des heutigen Stützpunkts der Batalhão de Ordem Pública (BOP) befand sich zuvor der regionale Stützpunkt der UNMIT.
Das East Timor Institute of Business (IOB) betreibt in Maliana Parallelklassen.

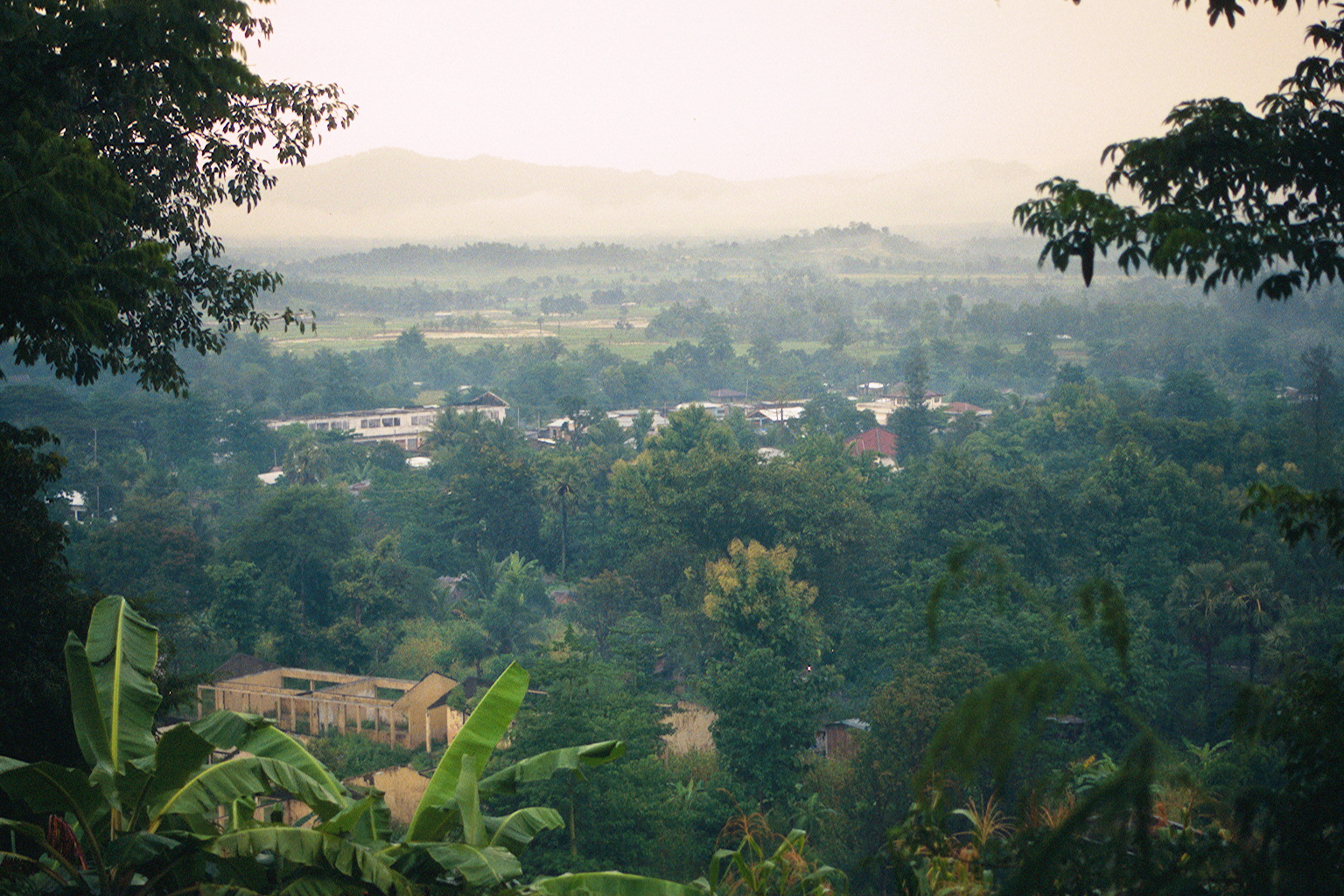
Blick auf Maliana
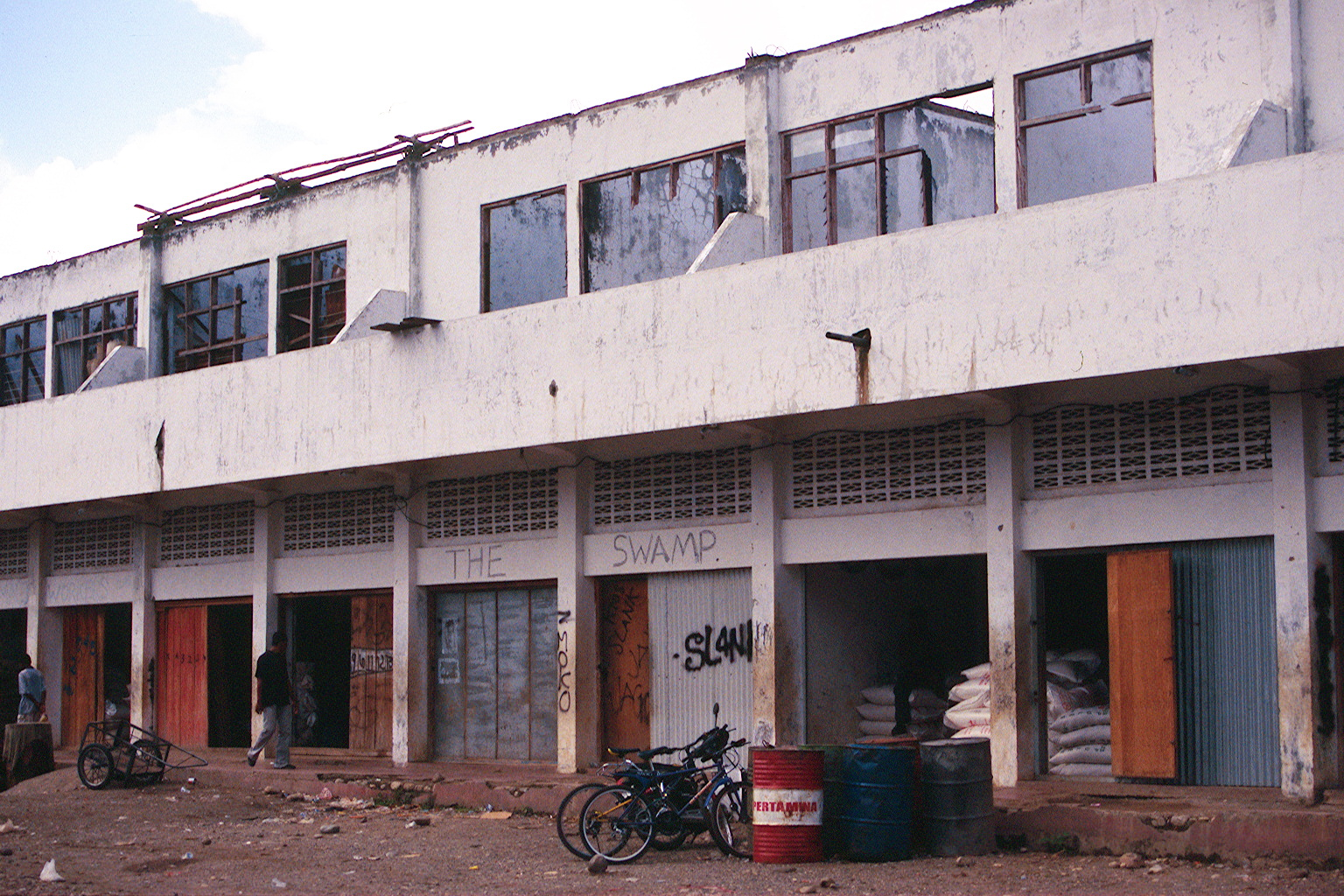
Lokales Geschäft
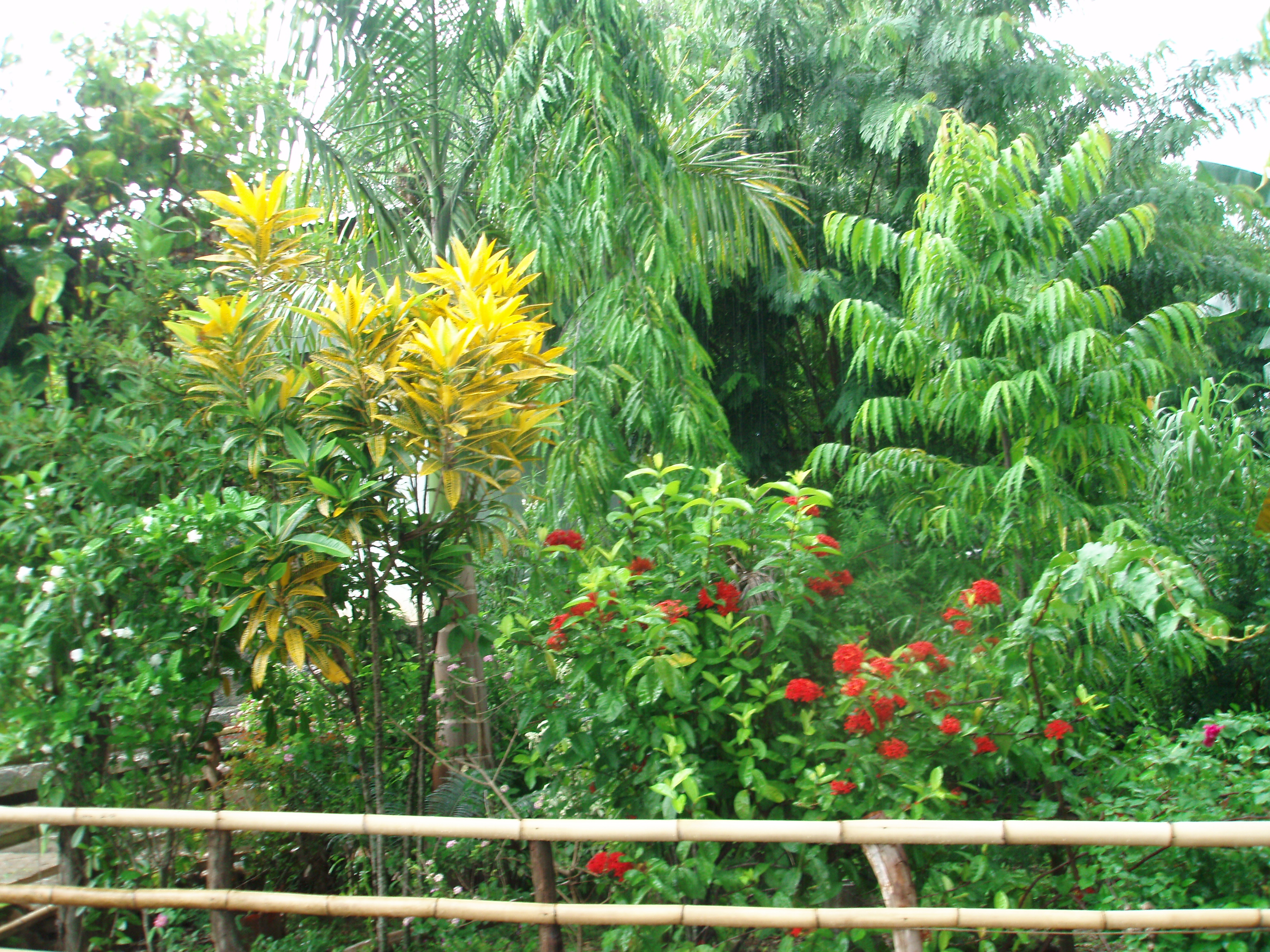
Garten in Maliana
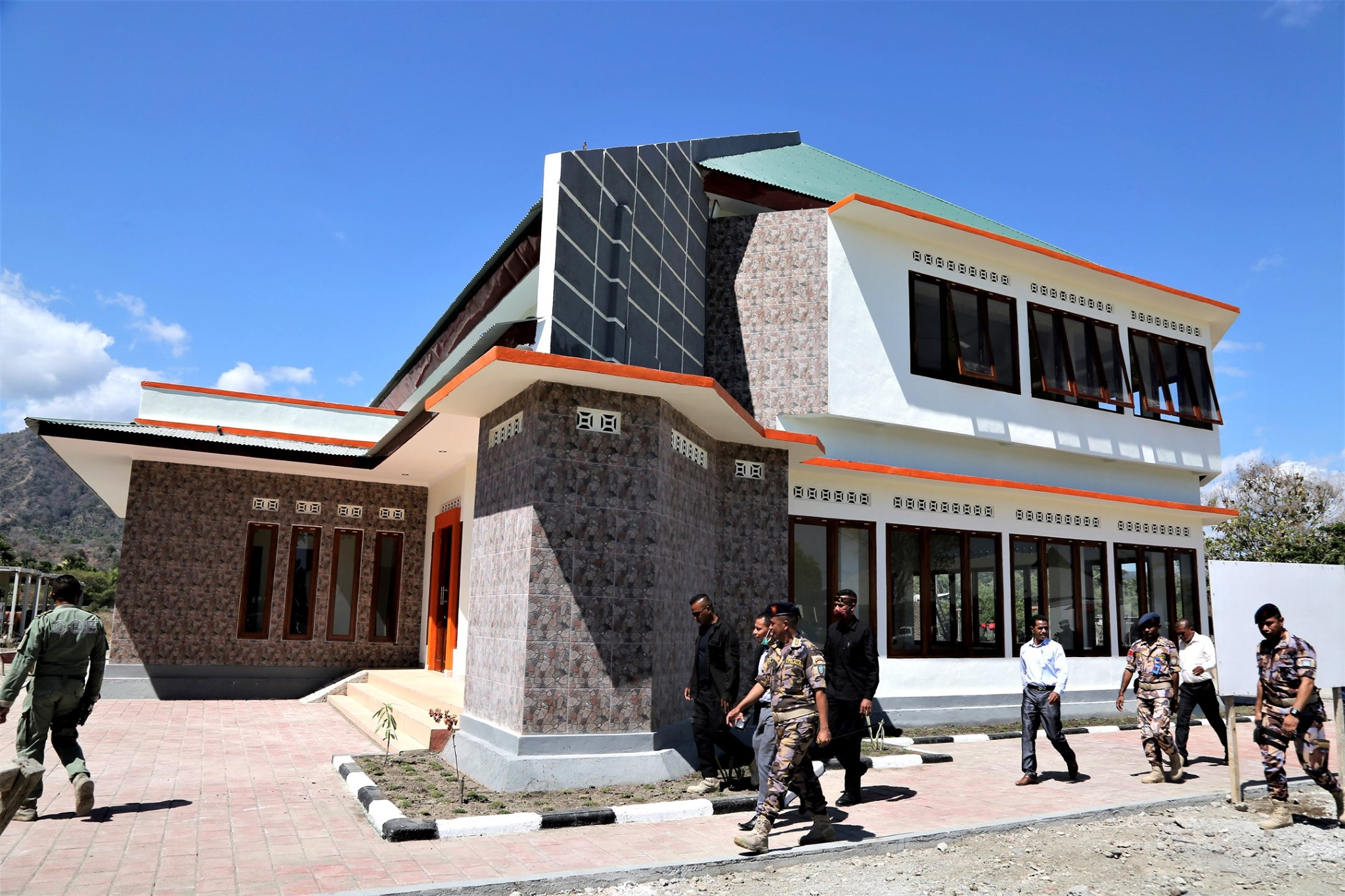
Polizeistation der UPF in Maliana
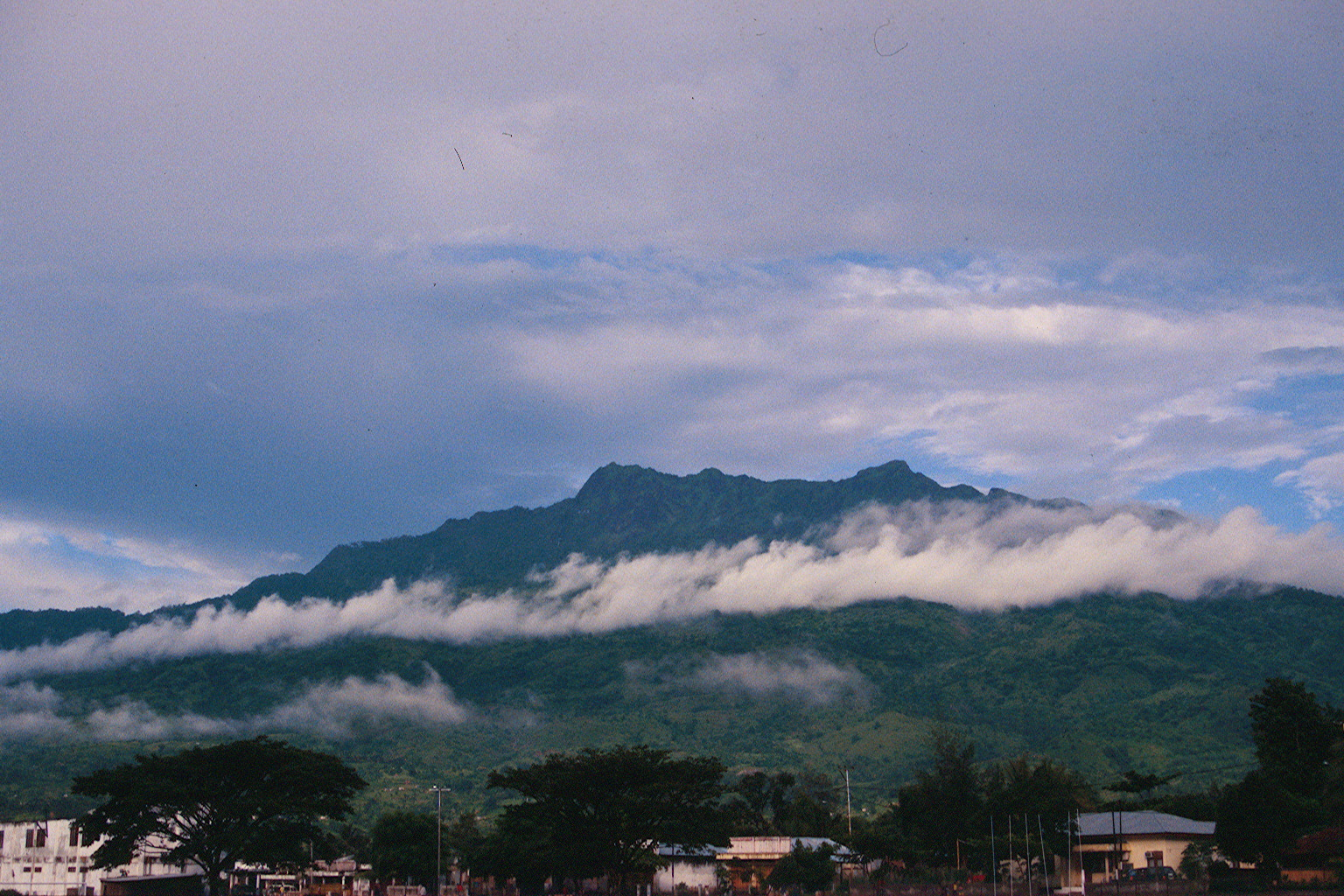
Panorama in Maliana
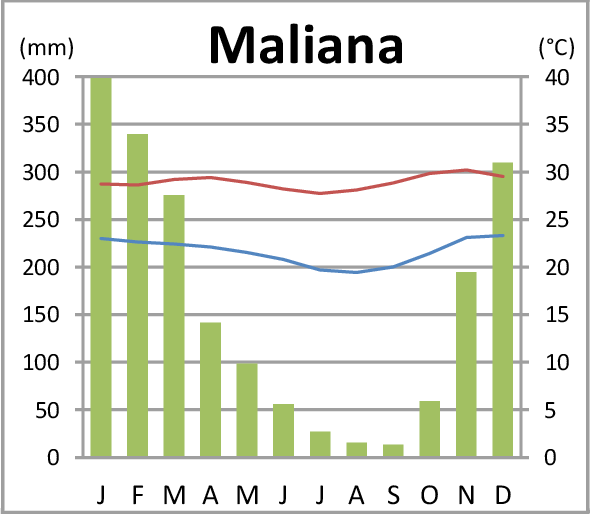
Klimadiagramm

## Einwohner

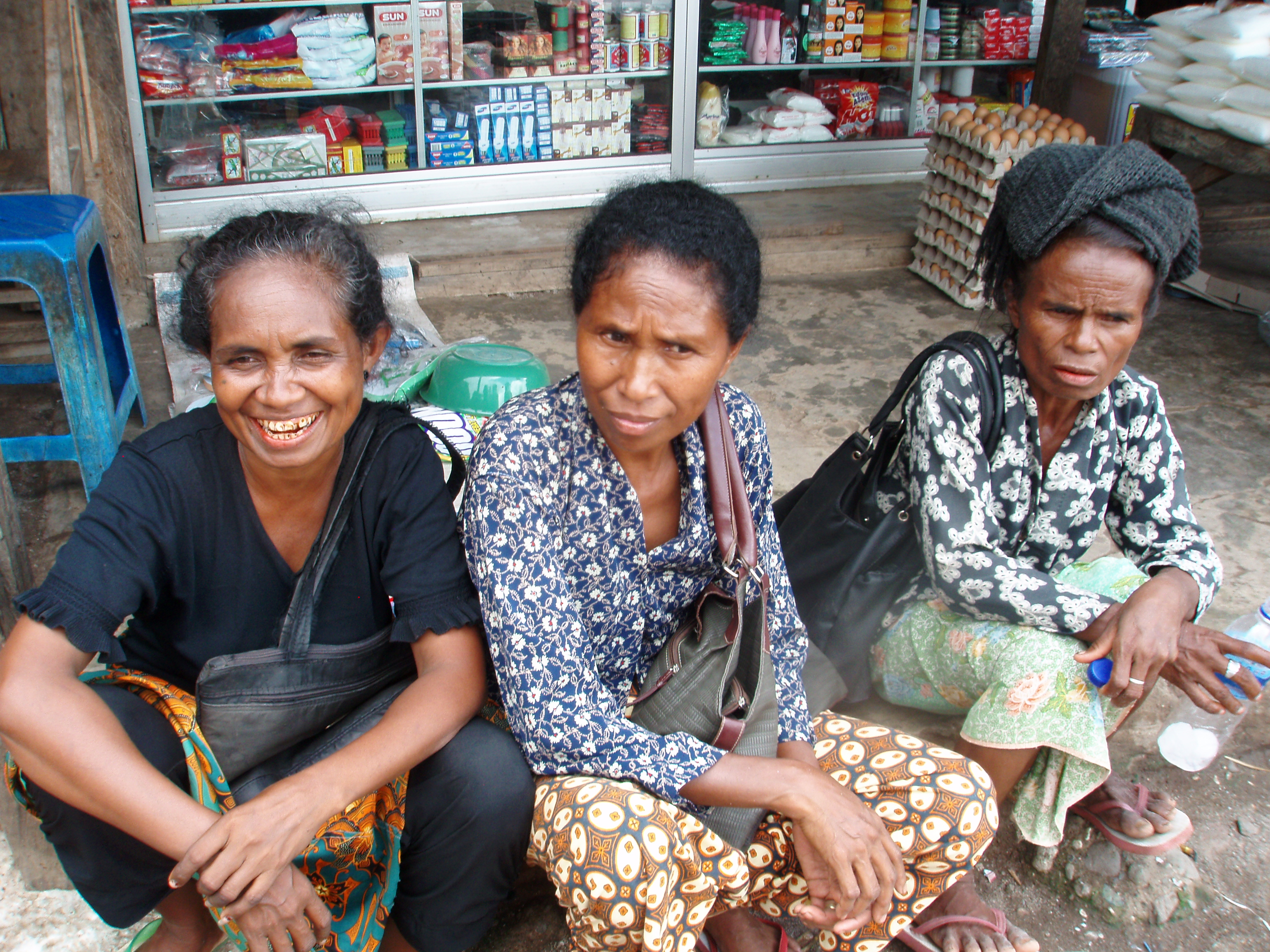
Marktfrauen in Maliana

In Maliana leben 13.078 Einwohner (2022).

## Geschichte

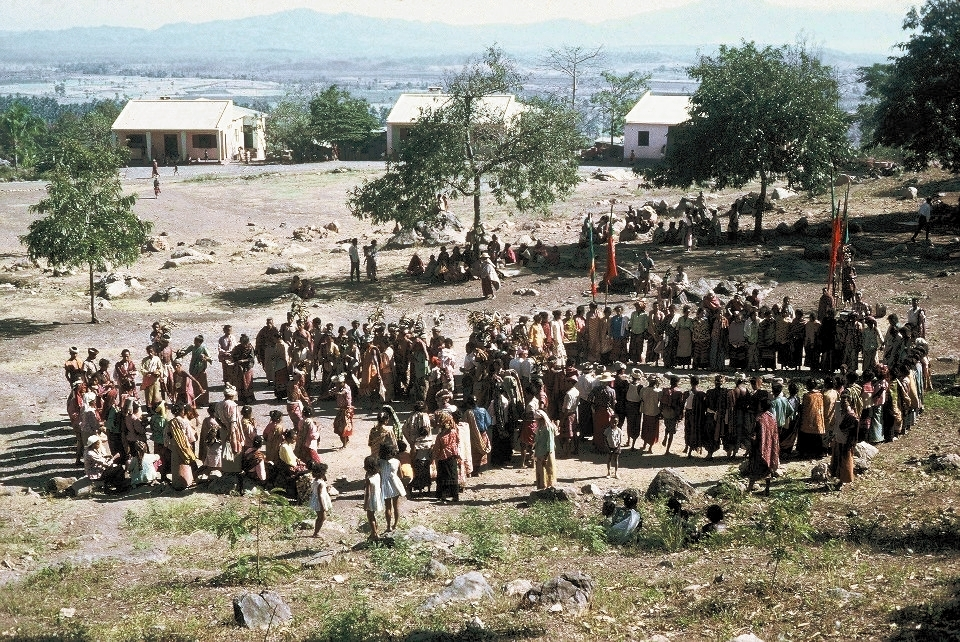
Fest in Maliana (1969)

Das heutige Verwaltungsamt Maliana gehörte früher zum Bunak-Reich von Lamaquitos (Lamakitu), dass ein Gebiet zwischen Cailaco im Norden und Maucatar im Süden beherrschte.
Während der Entkolonisierung Portugiesisch-Timors kam es 1975 zum Bürgerkrieg zwischen UDT und FRETILIN. Ehemalige Soldaten des 5. portugiesischen Kavallerieschwadrons in Bobonaro, die die FRETILIN unterstützten, kamen nach Maliana und zwangen Anhänger von UDT und APODETI, unter anderem auch den Liurai von Memo und Einwohner aus Odomau, Holsa und Raifun, zur Flucht nach Westtimor. Einige Einwohner wurden auch vom Liurai und der UDT gezwungen nach Westtimor mitzugehen, um dort von den indonesischen Streitkräften rekrutiert zu werden. Ab Mitte 1975 begann Indonesien mit der Besetzung der Grenzregionen Portugiesisch-Timors. Am 16. Oktober drangen indonesischen Truppen in Maliana ein. Erst ab dem 7. Dezember führte Indonesien mit der Invasion von Dili die militärische Besetzung Osttimors offen durch.
1995 kam es in Osttimor zu gewaltsamen Ausschreitungen, nachdem sich ein indonesischer Beamter abfällig über den katholischen Glauben geäußert hatte. In Maliana wurde der Marktplatz fast völlig niedergebrannt.

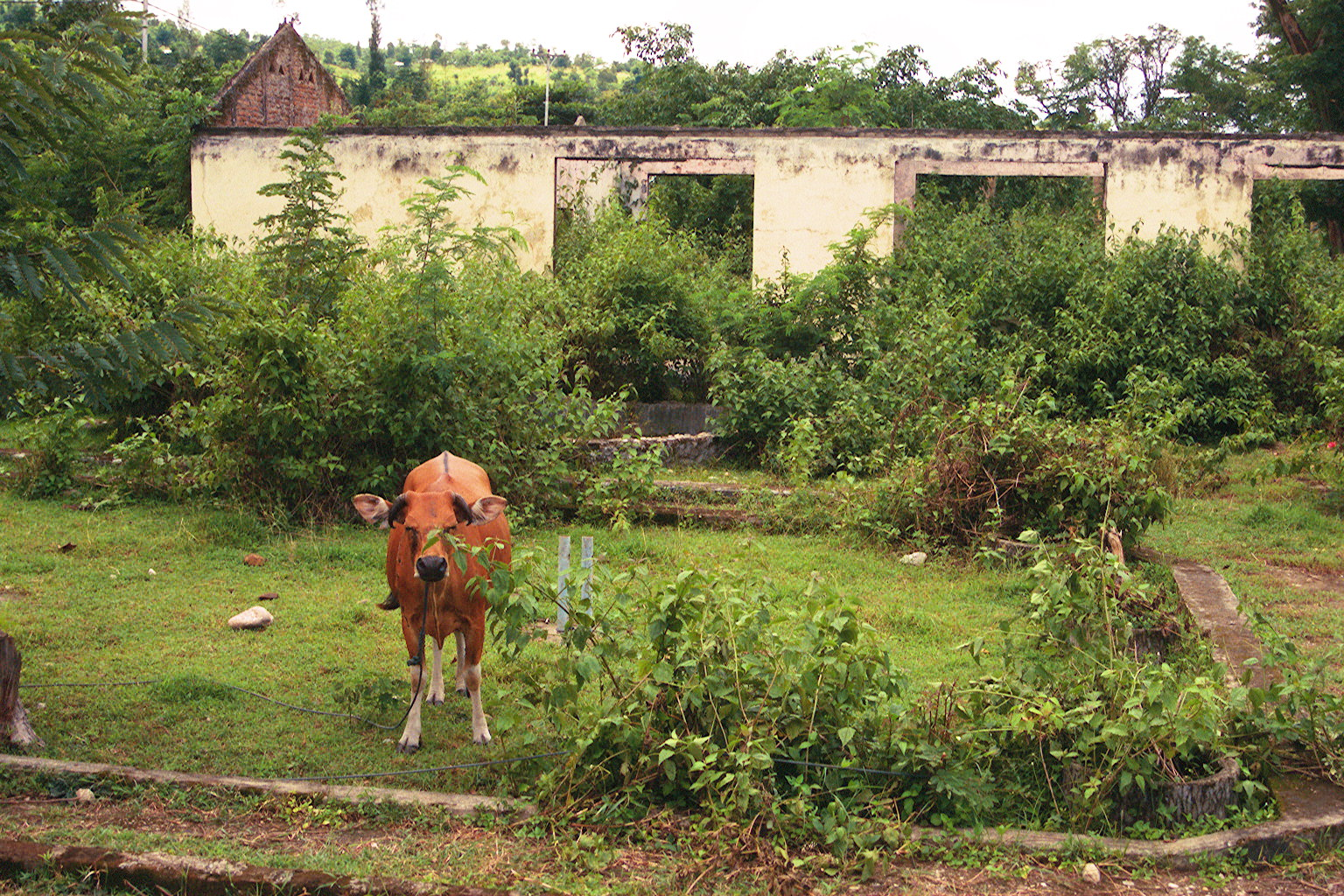
Ruine in Maliana (2002)

Vor und nach dem Unabhängigkeitsreferendum von Osttimor am 30. August 1999 kam es in Maliana zu Gewalttaten durch indonesische Soldaten und pro-indonesische Milizen. Mehrere Menschen wurden bereits im März durch Soldaten ermordet. Unabhängigkeitsaktivisten, wie der lokale CNRT-Führer José Andrade da Cruz wurden bedroht, verhaftet und geschlagen. Am Tag vor der Abstimmung stürmten pro-indonesische Milizen die Stadt, so dass 54 UN-Helfer nach Dili evakuiert werden mussten.
Am 8. September 1999 kesselten Milizionäre der Dadarus Merah Putih und der Halilintar zusammen mit indonesischen Sicherheitskräften die etwa 1000 Flüchtlinge, die in der Polizeistation von Maliana Schutz gesucht hatten ein und begannen gezielt Unabhängigkeitsbefürworter mit Todeslisten zu suchen und zu ermorden. Mindestens 13 Menschen kamen ums Leben, Zeugen sprechen sogar von 47 Opfern. Menschen, denen die Flucht aus der Polizeistationen gelungen waren, wurden in den folgenden Tagen von den Milizen verfolgt und ermordet. Insgesamt wurden zwischen dem 2. und dem 29. September 71 Menschen im Subdistrikt Maliana ermordet.
Maliana wurde von den Milizen gezielt zerstört, die Bevölkerung nach Indonesien vertrieben. 80 % der Stadt wurden zerstört.
2001 kämpften Martial-Arts-Gruppen auf dem Markt von Maliana gegeneinander. Dabei gab es Tote.

## Wirtschaft

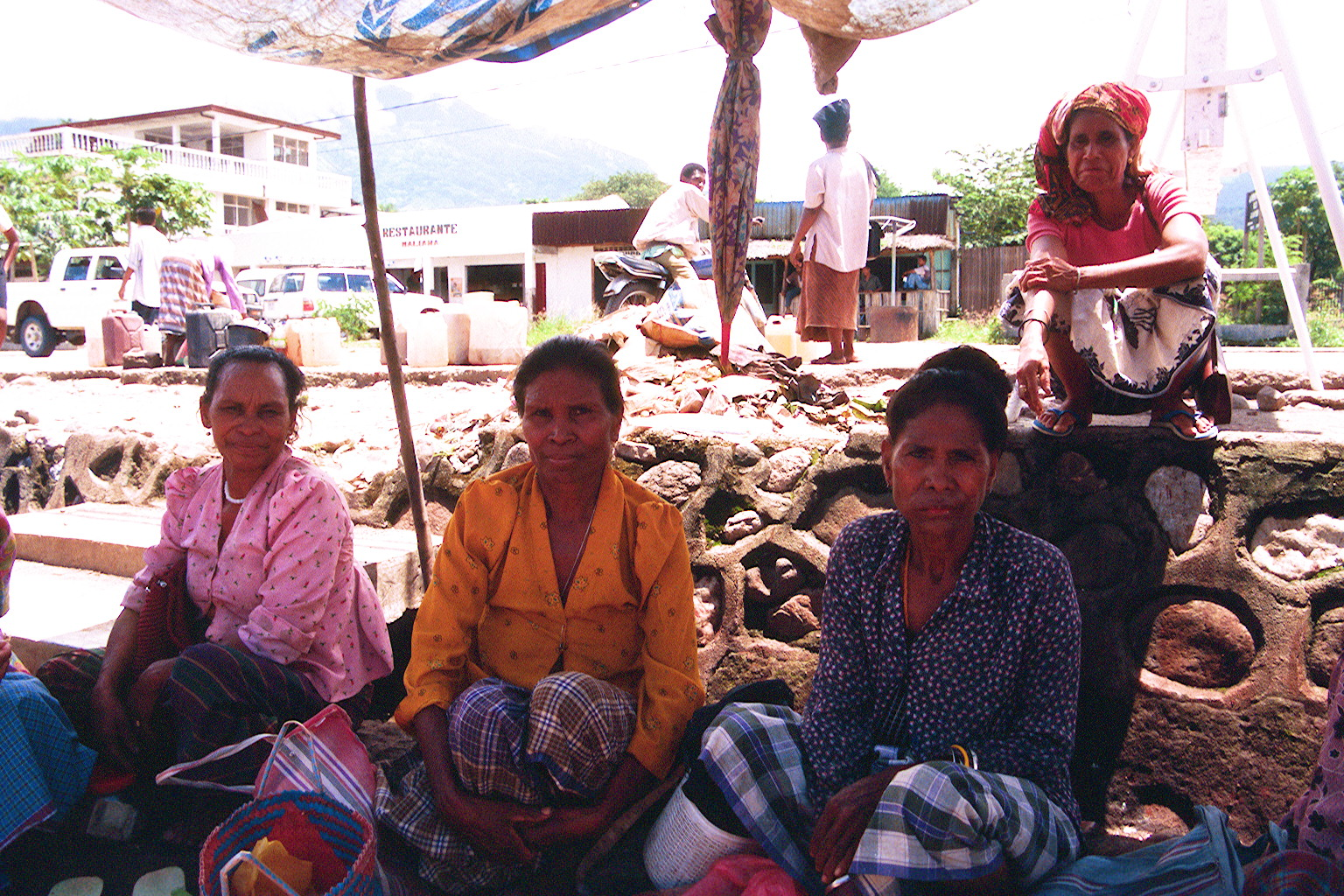
Händlerinnen auf dem Markt

Der lokale Markt ist der wichtigste der Gemeinde. Neben Gemüse, Obst und Fleisch aus der Region, wird auch Fisch angeboten. Mehrere Händler haben auch Geschäfte eröffnet. Die Banco Nacional de Comércio de Timor-Leste (BNCTL) und die Banco Nacional Ultramarino (BNU) haben in der Stadt Filialen.

## Sport
Im Malibaca Yamato Stadium Maliana fanden die Hälfte der Fußballspiele der Liga Futebol Amadora Primeira Divisão 2017 statt. Es befindet sich westlich der Stadt im Suco Tapo/Memo. Im Stadtzentrum liegen ein Sportplatz und eine große, kommunale Turnhalle (tetum Ginasio Municipal Maliana).

## Städtepartnerschaften
- Knox City, Australien
- Leichhardt, Australien[16]

## Persönlichkeiten
- Maria Gorumali Barreto (* 1973), Politikerin
- Fidelis Leite Magalhães (* 1980), Politiker
- Mouzinho Barreto de Lima (* 2002), Fußballspieler